# Усть-Качкинское сельское поселение
Усть-Качкинское се́льское поселе́ние — упразднённое муниципальное образование в Пермском районе Пермского края Российской Федерации.
Административный центр — село Усть-Качка.

## История
Образовано в 2004 году. Упразднено в 2022 году в связи с преобразованием Пермского муниципального района со всеми входившими в его состав сельскими поселениями в Пермский муниципальный округ.

## Население
| 2010  | 2012  | 2013  | 2014  | 2015  | 2016  | 2017  |
| ----- | ----- | ----- | ----- | ----- | ----- | ----- |
| 6161  | ↘6114 | ↘5982 | ↘5902 | ↘5884 | ↗5897 | ↘5861 |
| 2018  | 2019  | 2020  | 2021  |       |       |       |
| ↘5849 | ↘5801 | ↗5829 | ↘5812 |       |       |       |

## Населённые пункты
В состав сельского поселения входили 9 населённых пунктов.
| № | Населённый пункт | Тип     | Население |
| - | ---------------- | ------- | --------- |
| 1 | Гамы             | деревня | 344       |
| 2 | Дворцовая Слудка | деревня | 15        |
| 3 | Заозерье         | деревня | 43        |
| 4 | Качка            | деревня | 103       |
| 5 | Красный Восход   | посёлок | ↗1401     |
| 6 | Луговая          | деревня | 140       |
| 7 | Моргали          | деревня | 5         |
| 8 | Одина            | деревня | 49        |
| 9 | Усть-Качка       | село    | ↘3737     |